# ویمانا
ویمانا کلمه‌ای سانسکریت است به معنی معبد، کاخ و ماشین‌های پرنده که در نوشته‌های حماسی سانسکریت از آن‌ها نام برده شده‌است.

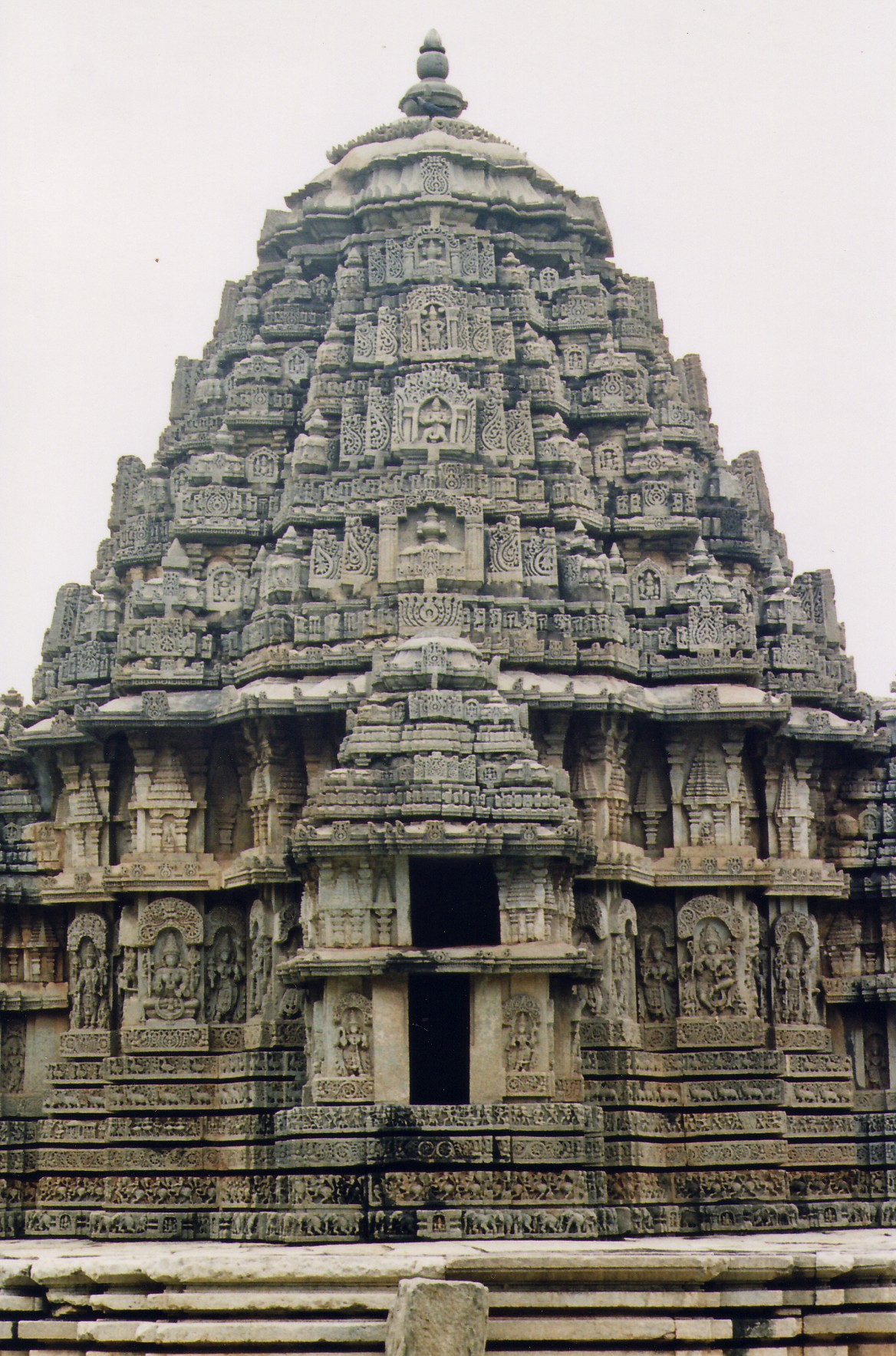
ویمانا

## ریشه شناسی و استفاده‌ها
- جایگاه پادشاه یا حاکم برتر.
- محراب معبد راما یا هر معبد دیگر.
- معبد یا مکان مقدس.
- جایگاه یک خدا، برگرفته از پوشپاکا، جایگاه پرنده راوانا در رامایانا.
- ارابه خدایان،نام ماشین‌های پرنده‌ی اسطوره‌ای که خدایان با آن‌ها در آسمان پرواز می‌کردند.
- ارابه یا تخت روان.
- در پزشکی، علم مقیاس یا تناوب.
- در ویماناوتو، نوشته‌های کوتاه برگفته از آموزه‌های بودایی.
- در بعضی از زبان‌های مدرن هندی، به معنی هواپیما است.

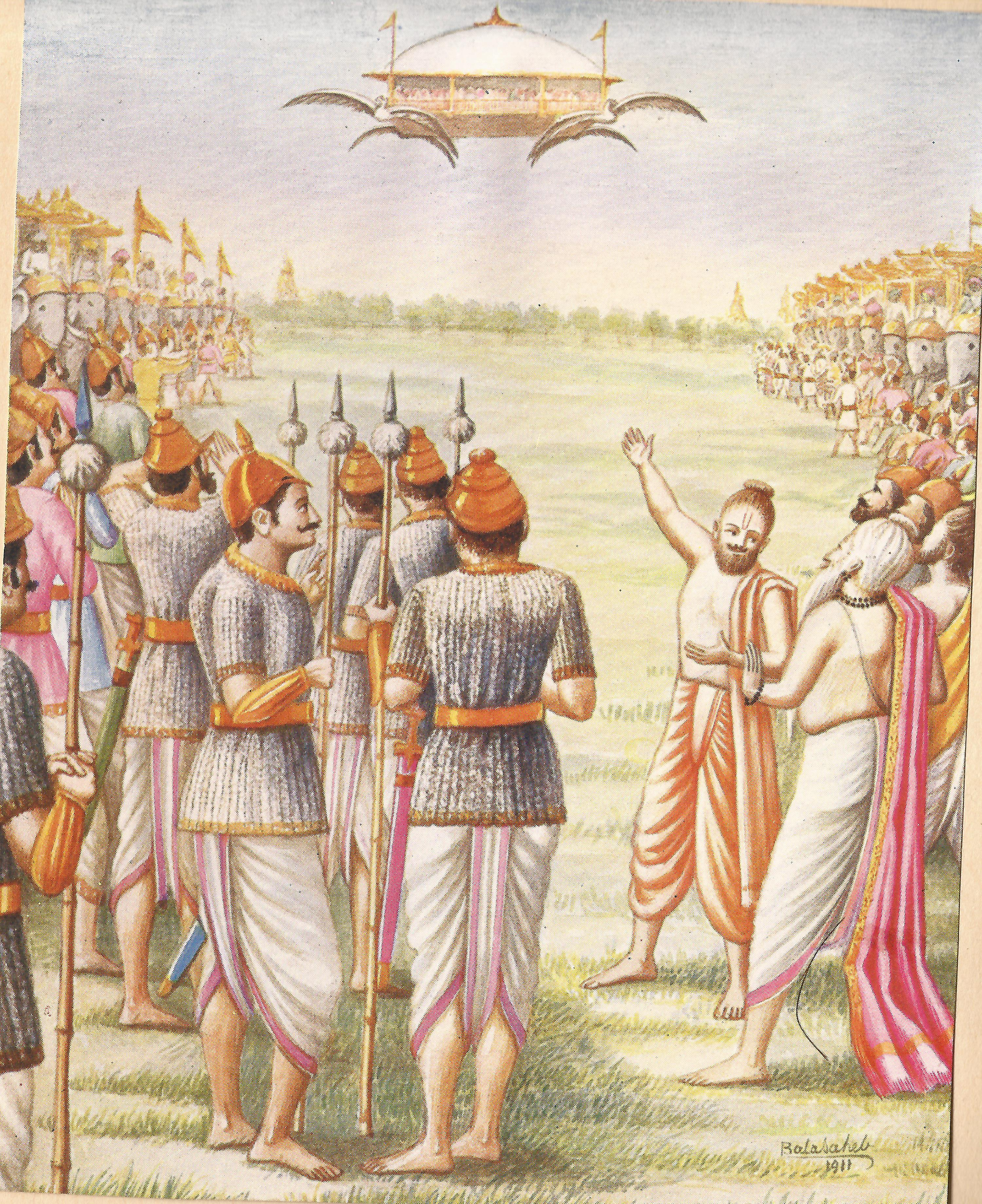
ویمانای پوشپک

## ویماناها و وایمانیکاشاترا
وایمانیکاشاترا یک متن سانسکریت، مربوط به اوایل قرن ۲۰ میلادی، دربارهٔ علوم هوانوردی و ساخت ویمانا است و حتی مدعی شده آن‌ها با ذهن کنترل و جابجایی داشته‌اند.